# 최영진 (1948년)
최영진(崔英鎭, 1948년 3월 29일~)은 대한민국의 외무공무원이다.

## 학력
- 연세대학교 정치외교학 학사
- 파리 제1대학교 대학원 국제관계정치학 석사
- 파리 제1대학교 대학원 국제관계정치학 박사

## 경력
- 제6회 외무고시 합격
- 1977년 : 주세네갈 대사관 2등서기관
- 1981년 : 외무부 문화교류과장
- 1986년 : 외무부 국제기구과장
- 1988년 : 주미국 대사관 경제참사관
- 1994년 : 외무부 국제경제국장
- 1995년 : 한양대학교 겸임교수
- 1998년 : 유엔본부 평화유지활동 사무차장보
- 주뉴욕 한반도에너지개발기구 사무차장
- 2000년 : 외교통상부 외교정책실장
- 주오스트리아 대사
- 2003년 : 외교안보연구원장
- 2004년 : 외교통상부 차관
- 2005년 : 주유엔 대표부 대사
- 2012년 : 주미국 대한민국 대사관 대사
- 한-미 의회외교포럼 자문위원

## 참고
| 전임 김재섭 | 제6대 외교통상부 차관 2004년 1월 28일 ~ 2004년 12월 27일 | 후임 이태식 |

| 전임 한덕수 | 제23대 주 미국 대사 2012년 3월 ~ 2013년 5월 | 후임 안호영 |